# 宮古島沖陸自ヘリ航空事故

事故機の航路図。図中の赤丸は離陸した宮古島分屯基地、×印はレーダーからの消失地点。

宮古島沖陸自ヘリ航空事故（みやこじまおきりくじヘリこうくうじこ）は、2023年（令和5年）4月6日に沖縄県宮古島市沖で発生した陸上自衛隊の多用途ヘリコプターによる航空事故。
海岸地形に対する航空偵察のため、航空自衛隊宮古島分屯基地を離陸した第8師団 第8飛行隊（熊本県高遊原分屯地）所属のUH-60JA多用途ヘリコプターが宮古空港から北西約18kmの洋上空域でレーダーから消失した。
機体には師団長を含む複数の陸上自衛隊幹部が搭乗しており、事故により複数の幹部が一度に一時不在となった。

## 概要
2023年4月6日15時46分、第8師団第8飛行隊所属のUH-60JA多用途ヘリコプター（機体番号:43106
、以降「事故機」とする。）は、海岸地形に対する航空偵察（近日の中国海軍の活動とは無関係の通常任務）のため操縦士2人、整備員2人、偵察任務に当たる隊員6人（第8師団長の坂本雄一陸将、宮古警備隊長の伊與田雅一1等陸佐を含む）の10名が搭乗して航空自衛隊宮古島分屯基地を離陸。その際、ヘリ側から航空管制に「離陸した。海岸線を飛行する」その後、「宮古島の管制圏を出る」旨の交信があり、管制官は「次の周波数で下地島の管制官とコンタクトせよ」と別の管制圏への変更を指示、ヘリ側は「了解」と返していた（これらは通常交信）。
15時51分30秒頃、宮古島市立狩俣小学校の東向きに設置された防犯カメラに、正常に飛行する事故機が撮影されていた。
15時53分17秒頃、宮古島市立池間小中学校の北向きに設置された防犯カメラに、正常に飛行する事故機が撮影されていた。この2つの学校防犯カメラに映ったものを映像解析した結果、高度195mほどを237km/hほど（UH-60JAの性能上の巡航速度は約240km/hであり通常の飛行速度）で飛行していたとみられる。高度としては航空法に定められた最低安全高度より45ｍほど高い値となる。また、この2件の映像を確認した磯部晃一元陸将（現役時ヘリパイロット）は、「飛行に支障があるような飛び方ではなく、通常の飛行をしていたように見える」と述べた。
15時54分頃、下地島の管制官から「下地島空港の航空管制圏に入ったら、下地島管制の周波数にコンタクトせよ」との交信に、ヘリ側が「了解」と答えた（これらは通常交信）。これが最後のやり取りとなり、異常を伝える交信はなかった。
この交信とほぼ同時刻に、池間島の沿岸を300から450mほどの高度で飛行している所を米国人観光客に撮影されており、この時点ではまっすぐに飛び音も正常であり異状は見られなかった。
同日15時56分、宮古空港から北西約18kmの洋上空域でレーダーから消失。消失直前まで事故機はほぼ予定通りのルートを150mほどの高度で飛行しており、緊急事態を知らせる無線連絡や、隊員の脱出時に発信されるトランスポンダの緊急事態信号（スコーク7700）および救命無線機の信号は確認されておらず、事故当時の視程は10km以上で天候は晴れ、南の風約7m、波高約1m、積乱雲の顕著な発達はなく雷も検知されていなかった。また、現場周辺海域の水深は浅いところで20m、深いところで200mである。なお、現場周辺や現場海域を航行する船舶に対する被害は確認されていない。最後の高度は航空法に定める安全飛行高度の下限値であり、法規的にも問題はなく陸上自衛隊ヘリコプターとしても普段通りの飛び方であった。
事故機は2023年3月下旬以降、50時間飛行した機体が対象の特別点検を受け、安全確認飛行をした結果、機体に問題ないと判定されており、また回収された機体側面のスライドドアについて調べたところロックしてあったことが判明し、緊急時に開けようとした形跡がなかった。異常が起きてから墜落まで極めて短時間だった可能性が高く、最後の交信からレーダーから消失するまでの約2分間に急激な異常事態に陥り墜落した可能性がある。
4月13日夜までに、事故機の破片や部品が累計22個発見回収されており、内訳として事故地点南側の伊良部島沿岸や沖合で15個、同北側の海域で7個が回収されている。
4月13日、掃海艦「えたじま」がソナー捜索中、池間島イラビジ南東沖の水深100mほどの海底に機体らしきものを探知。水中カメラ（ROV）を使って確認し、機体の主要部分とみられる物体を発見した。機体らしきものは大きく破損しており、その内部や付近には複数の人らしきものも確認した。同16日8時30分ごろ、潜水艦救難艦「ちはや」から潜水した飽和潜水員が伊良部島北側の水深106mの海底で事故機胴体部分および要救助者（搭乗員らしき）5名を発見。同18日にはもう1人が発見された。その後5人は引き上げられたが、全員の死亡が確認された。
4月20日、森下泰臣陸上幕僚長から坂本雄一陸将、伊與田雅一1等陸佐の後任人事に着手し、4月21日付で第11旅団長の青木伸一陸将補が陸将に昇任の上で第8師団長に補職、第5施設群長の比嘉隼人1等陸佐が宮古警備隊長兼宮古島駐屯地司令に補職することが公表された。同21日、防衛省人事が発令され、消息不明の坂本雄一陸将は西部方面総監部付、伊與田雅一1等陸佐は第15旅団司令部付とする人事が公表された。同24日、防衛省人事が発令され、庭田徹1等陸佐の後任として、西部方面総監部付の末継智久1等陸佐が第8師団司令部幕僚長に補職する人事が公表された。
死亡確認から4月25日までの間に、海中から引き揚げられた5人の身元について、坂本雄一陸将、第8師団司令部幕僚長・庭田徹1等陸佐、第8師団司令部第3部防衛班長・神尊皓基3等陸佐、第8飛行隊所属の山井陽3等陸佐、内間佳祐3等陸尉と判明した。
機体の引き上げについて民間サルベージ会社で実施することが決定され、4月21日に事業者選定の入札が行われた結果、深田サルベージ建設のグループ会社であるオフショアエンジニアリングが10億円余で落札した。同28日午前、サルベージを行うオフショアエンジニアリングの作業船「新世丸」が現場付近海域に到着。同29日から作業を行った。
5月2日に機体主要部が引き上げられるまでフライトデータレコーダー（以後「FDR」とする。）が回収できていなかったが、これは陸上自衛隊ヘリコプター特有の理由によるものである。洋上を飛行することが多い海上・航空自衛隊ヘリコプターの場合、FDRは機外に取り付けられており、特異な衝撃を検知するとそれ自体が自動で射出されて機体と分離し、事故時に発見を容易にするためのストロボ発光と位置信号を発する機能がついている。しかし陸上自衛隊ヘリコプターの場合は陸上の飛行が多いため、事故時に小さなFDRが分離するとストロボなどがあっても原野や森林ではむしろ捜索しづらく、また敵に持ち去られやすくなること等を鑑みて機内に設置されており、それ自体には位置発信機能もない。これらの理由から、機体ごとを引き揚げなければ回収はできないと思われる。
また、事故機は緊急用フロートを装備していなかったことも判明している。同フロートは航空法で「島のない水上を30分以上飛行するか、同じく185km以上飛行するヘリコプター」に装着義務がある。官公庁のヘリとしては、海上自衛隊と海上保安庁は全機に、陸上自衛隊は沖縄地域に配備されている機体に装備しているが、第8師団（九州地区）の機体は、通常運用範囲に航空法に定める規定を超える離島などがないため装備していなかった。なお、今回の飛行も、飛び石式に島を経由して飛行しているため、法規定的に問題はない。
海底の捜索は難航したとされる。これは現地の地形によるものであり、酒井良海上幕僚長は「一般的な砂泥の海底であれば比較的簡単に探知ができるが、現地は岩やサンゴ礁による複雑な海底地形であり、海図に載っていない微細な起伏が多い。捜索に当たっている艦艇のソナーは高性能であるゆえに、これらの海図にない起伏を無数に探知しており、機体と同規模の海底突起に絞っただけでもかなりの数になる。これらを一つ一つ確認しているため、どうしても時間がかかる」旨を述べている。
攻撃の可能性については事故直後から取り沙汰されていたが、防衛省幹部はこれを否定している。その理由としては、ドローンを含む兵器により攻撃を受けたならば大音量の爆発音が生じるが、事故直前に飛行音を聞いたり機影を見た住民等が複数いるにもかかわらず爆発音の証言はなく、自衛隊などのレーダーは敵性の飛翔体を捉えていない。また、電磁波による攻撃であれば宮古島の航空管制や民間通信にも影響が生じるが、そのような報告や証言がない。加えて、兵器による撃墜であれば機体は四散し大量の浮遊物が生じるが、実際に発見されているのは機体のなかでも外側に位置する外れやすい部品ばかりで、そのうち大きなドアなども原型を留めていること等が挙げられている。
国会でも、野党議員がこの事故を取り上げ、「中国の軍艦が直前に沖縄本島と宮古島の間を通過していることと関連性は絶対にないか」という問いに対して浜田靖一防衛大臣は「今のところ私への報告には関連性の情報は入っていない。今、確たるものを話すことは差し控えたい」と述べるにとどめた。防衛省の大和太郎統合幕僚監部総括官は、「中国海軍艦艇の行動はいずれも6日の未明であり、事故の時間帯と大きく乖離しているため関連性があるとは考えられない。この事故に関連した中国軍の動きも確認できていない。」とした。
また、福山隆元陸将は「既存兵器での撃墜はレーダー探知がないことや爆発音の証言がないことからあり得ない。しかし、何らかの新兵器で撃墜された可能性は否定できない。ただし、高級将校搭乗機を撃墜したとの事実が判明した場合に中国側が被る不利益が大きすぎるので、可能性はほぼない。」とした。
陸上自衛隊は事故調査委員会を設け、事故直後の4月6日夜に急患輸送任務等の災害派遣を除き、同型機を飛行停止とすると発表した。なお、海上自衛隊および航空自衛隊で運用されている同系統機は事故機種と仕様が違うため問題はなく、運用を続けるとした。その後、6月30日から訓練飛行の一部を再開すると発表した。当面は配備先の飛行場でのホバリングや離着陸の訓練を実施する。
2024年1月8日、陸自は能登半島地震の災害派遣にUH-60JAを投入することを発表。当初より、災害派遣等の必要があれば投入する旨は発表されていたが、実際に投入されるのは初。陸自は「道路網等の寸断、被災地域が沿岸部に集中している特性から、航空輸送等の任務において狭い地域にも着陸ができる中型ヘリコプターの運用が必要な状況であり、連続航続時間や積載重量が大きいUH-60JA は、輸送艦を活用した海上からの物資輸送において適切と判断した」旨を説明。この決定を受け、同機は明野駐屯地から航空自衛隊小松基地まで移動した。早ければ9日以降、シーべーシング中の海上自衛隊所属輸送艦「おおすみ」に展開し、災害派遣任務に投入される。

## 経過
特に記載のないものは、全て2023年である。時刻は日本標準時で24時間表記とする。また、特記ない限り、捜索活動は継続中である。

### 事故発生
4月6日15時56分、宮古空港から北西約18kmの洋上空域で事故機がレーダーから消失。

### 捜索活動

#### 4月6日
事故発生後、自衛隊艦艇4隻、自衛隊航空機3機のほか、海上保安庁巡視船「はりみず」、「のばる」、「ながやま」、「おおがみ」の4隻などで周辺海域を捜索。18時24分及び18時50分頃、池間島灯台の西南西約7kmの海域で、事故機に搭載していたものと製造番号が一致する折り畳まれたままの救命浮舟（きゅうめいふしゅう）、浮遊物、器材、油などを発見。夜には宮古島海上保安部の巡視船「のばる」が伊良部島北の海域で回転翼の一部、機体ドア、機体の破片などの物体を発見回収した。
21時前、森下泰臣陸上幕僚長は防衛省で開いた会見にて、搭乗者の中に第8師団長の坂本雄一陸将が含まれていることを明らかにしたうえで、「経過時間から換算して燃料が尽きていること、機体の破片が発見されていることなどを踏まえ、総合的に見て航空事故と概定した｣旨を述べた。

#### 4月7日
陸上自衛隊は200名体制で沿岸を捜索。海上自衛隊は午後から掃海艇「ししじま」でソナーによる海中捜索を実施。海上保安庁は大型巡視船を1隻増派し、合計5隻体制で捜索。
防衛省関係者が、搭乗者のうち1名が陸将（坂本師団長）、4名が師団司令部の中核を担う1等陸佐～3等陸佐、階級未公表の2名（パイロット）を含めた8名が幹部自衛官であり、所属としては第8師団が5名、第8飛行隊が4名、宮古警備隊が1名であることを公表。

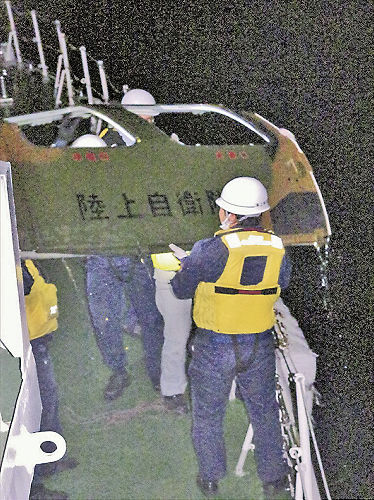
回収されたスライドドアの一部

2時10分頃、第十一管区海上保安本部の巡視船が、「陸上自衛隊」「非常口」と書かれたスライドドアの一部とみられるもの及び機体の前部分とみられる破片を発見回収した。この時点までに少なくとも10個の部品や破片が発見された。
午前、陸上自衛隊は、レーダーから機影が消える2分前に事故機と下地島空港の航空管制との間で交信があったことを明らかにし、内容の確認を進めているとした。
8時16分、新たに折り畳まれたままの救命浮舟を発見。
最後の交信を行ったのとほぼ同時刻に、池間島の沿岸を約300〜450mの高度で飛行している所を米国人観光客に撮影されていることが判明した。

#### 4月8日
陸上自衛隊は沿岸部において270人態勢で漂着物捜索を実施。海上自衛隊は掃海艇「ししじま」のソナーによる海中捜索を継続。第十一管区海上保安本部は巡視船4隻とヘリ1機により捜索を実施。
19時頃、一般市民が伊良部島北側のイグアナ岩付近で人のようなものが複数浮いているのを見つけ、その後陸上自衛隊に通報。これを受け陸自は海上保安庁と宮古島市消防本部にも通報した。現場は約50mの断崖であり、陸地からの接近は難しいうえに、周辺海域もサンゴ礁であり艦船も近づけないため、海保ヘリにより対応することとされた。
21時40分過ぎ、機動救難士を乗せた海上保安庁のヘリコプターが石垣航空基地を離陸し現場に向かった。
22時15分過ぎ、海保ヘリが現場に到着し捜索を開始、あわせて陸上では自衛隊や消防による捜索も行われたが発見に至らなかった。また、海保は機動救難士より潜水・救難技能の高い特殊救難隊の投入を検討していた。

#### 4月9日
陸上自衛隊は、エンジン付ゴムボートや徒歩機動により沿岸を捜索。人員は正午までに350人体制とし、夕方までには380人体制とした。海上自衛隊の潜水艦救難艦「ちはや」（ソナーやDSRVにより海底の詳細な捜索が可能）が捜索に加わったほか、引き続きミサイル護衛艦（イージス艦）「はぐろ」、掃海艇「ししじま」も捜索を実施。自衛隊航空機6機が捜索に投入された。海上保安庁は巡視船「まえはま」も捜索に投入した。
朝になってから再度、「人のようなもの」の通報があった付近を捜索するも、行方不明者などの発見には至らなかった。
10時40分ごろ、伊良部島東部の佐良浜港北側の海岸付近でヘルメットが発見回収された。記載された識別番号から、搭乗隊員が装着していたものであることが確認された。なおこのヘルメットは同じ型式を搭乗者全員が装着していたもので、発見された個体は原形を保った状態であった。
13時30分ごろ、海上保安庁が伊良部島白鳥岬の東北東約3kmの海上で、事故機の増槽らしきものを発見回収した。
掃海艇「ししじま」は、7日からの捜索で捜索海域の海底に合計60か所の突起を確認した。当該箇所の水深は100～250mほどであった。これらの詳細を確認するため、搭載している水中ドローン（UUV）を使って海底の状態を確認する作業を開始。夕方までに約10か所を確認したが、いずれもサンゴ礁や岩であった。「ししじま」は以後も確認を続ける。なお、掃海艇は点で海底の捜索を行うのに対し、朝に到着した潜水艦救難艦「ちはや」は面で海底を解析することが可能であり、点と面を使い分けて効率的に捜索を行い得る体制となった。「ちはや」は事故翌朝には広島県の呉基地を出港していたが、直線距離でも1200kmという長躯の移動であるため到着が9日となったもの。

#### 4月10日
陸上自衛隊は引き続き370人体制で捜索を実施。海上自衛隊も引き続き3隻の艦艇を投入。掃海艇「ししじま」が当初の捜索海域（伊良部島真北）にて発見した60か所の事故機の可能性がある突起を確認し終えたがいずれも岩礁やサンゴ礁であったため、海自艦艇部隊は新たに北西にかけての南北3.5km、東西6.5kmの範囲で、ソナーに顕著な反応があった場合に水中ドローンを用いてピンポイント捜索を行う方法での捜索を実施。伊良部島北側海岸では、自衛隊のダイバーによる潜水捜索も実施。自衛隊航空機は5機が投入された。加えて、宮古島海上保安部は巡視船2隻による捜索を実施。この時期の沖縄周辺は海流の方向が頻繁に変わり流速も早いことから、関係機関はそれを見越した捜索を実施した。
伊良部漁協は漁を中断して捜索に協力。漁船9隻が海面や岩場の捜索に投入された。

#### 4月11日
陸上自衛隊は引き続き290人体制で捜索を実施。海上自衛隊も引き続き3隻の艦艇を投入。この艦艇部隊は、初度投入から継続して24時間体制でしらみつぶしの捜索を実施しており、新たな捜索海域（伊良部島北西）で30か所の事故機の可能性がある突起を発見した。これに対する確認は20か所で終了したが、いずれも岩礁やサンゴ礁であった。加えて、自衛隊航空機は6機が投入された。宮古島海上保安部は巡視船2隻による捜索を実施し、捜索範囲を伊良部島西側海域まで広げた。また、新たに沖縄県警（水上警察）の警備艇1隻も投入され、並行して陸上での捜索にも人員を派出した。伊良部漁協も8時30分から14時ごろまで13隻の漁船を投入した。
15時ごろ、伊良部島の北端から海面に向かって「SOS」のモールス発光信号が発信されているのを捜索部隊が確認。陸上自衛隊と海上保安庁が現場に急行したが異状はなく、人影もなかった。その後、念のため周辺の捜索を実施するも手がかりや痕跡はなかった。これらの結果から悪質ないたずらと判断された。
防衛省の青木健至大臣官房報道官によれば、第8師団副師団長の濵田剛陸将補が一時的に師団指揮を代行していることを公表した。

#### 4月12日
陸上自衛隊は引き続き290人体制で捜索を実施。海上自衛隊は新たに掃海艇「とよしま」を投入し、4隻体制で捜索。自衛隊航空機は6機が投入された。海上保安庁も巡視船2隻による捜索を実施。伊良部漁協も継続して漁船5隻ほどを投入し、8時30分から14時ごろまで捜索を実施。
新たにドアの一部や機体内部パネル、外部にある整流板などが伊良部島と下地島間の沿岸部に漂着し始めた。現地は、複数の島が隣接している地形的特徴から海流が複雑に変化しており、予想外の範囲へ機体や破片等が流出することが懸念されている。

### 機体主要部の発見
4月13日も、陸上自衛隊は引き続き290人体制で捜索を実施。海上自衛隊は当初から活動していた掃海艇「ししじま」を掃海艦「えたじま」と交代させ、そのほかミサイル護衛艦（イージス艦）「はぐろ」、潜水艦救難艦「ちはや」、掃海艇「とよしま」の合計4隻体制を維持し捜索。掃海艦は掃海艇よりも大型で深深度機雷の処理を任務としており、水深の深い海域での活動が得意であるため新たな捜索海域において効率的な捜索が実施可能。海上保安庁は巡視船「くだか」を巡視船「みやこ」と交代させ、巡視船「いしがき」とあわせた2隻体制を維持し捜索
22時ごろ、掃海艦「えたじま」がソナー捜索中、池間島イラビジ南東沖の水深100mほどの海底に機体らしきものを探知。水中カメラ（ROV）を使って確認し、機体の主要部分とみられる物体を発見した。機体らしきものは大きく破損しており、その内部や付近には複数の人らしきものもあったが、周辺が暗く詳細な確認はできなかった。またこの時点までに、事故機の破片や部品が累計22個発見回収されている。

### 搭乗員の発見と引き上げ

#### 4月16日
8時30分ごろ、潜水艦救難艦「ちはや」から潜水した飽和潜水員が伊良部島北側の水深106mの海底で事故機胴体部分および要救助者（搭乗員らしき）5人を発見した。その後、2人を引き上げた。
海底で発見された5人のうち、2人の死亡が確認された。

#### 4月17日
海底で発見された5人のうち、新たに2人が引き上げられ、心肺停止（死亡診断はされていない）状態であることが確認された。

#### 4月18日
17日に引き上げられた2人および18日に引き上げられた1人の死亡が確認された（死者5人）
。
新たに1人の（搭乗者とみられる）要救助者を発見した（発見6人、行方不明者4人）。
午後、潜水艦救難艦「ちはや」は補給のため活動海域を離れた。19日は飽和潜水を行わず補給を実施し、補給完了後活動を再開し6人目の引き上げを行う予定。

#### 4月20日
海中から引き揚げられた5人のうち2人が第8師団司令部幕僚長・庭田徹1等陸佐、及び第8師団司令部第3部防衛班長の神尊皓基3等陸佐と判明した。
同日、森下泰臣陸上幕僚長から坂本雄一陸将、伊與田雅一1等陸佐の後任人事が発表され、4月21日付で第11旅団長の青木伸一陸将補が陸将に昇任の上で第8師団長に補職、第5施設群長の比嘉隼人1等陸佐が宮古警備隊長兼宮古島駐屯地司令に補職することが公表された。

#### 4月21日
防衛省人事が発令され、同日付で消息不明の坂本雄一陸将は西部方面総監部付、伊與田雅一1等陸佐は第15旅団司令部付とする人事が公表された。
死亡が確認されている5人のうち1人の身元が坂本雄一陸将と判明した。
機体の引き上げについて民間サルベージ会社で実施することが決定され、事業者選定の入札が行われた結果、深田サルベージ建設のグループ会社であるオフショアエンジニアリングが10億円余で落札した。

#### 4月24日
防衛省人事が発令され、殉職した庭田徹1等陸佐の後任として、西部方面総監部付の末継智久1等陸佐が第8師団司令部幕僚長に補職する人事が公表された。

#### 4月25日
死亡が確認されている5人のうち残る2人が第8飛行隊所属の山井陽3等陸佐、内間佳祐3等陸尉と判明した。

### 機体の引き上げ

#### 4月28日
午前、サルベージを行うオフショアエンジニアリングの作業船「新世丸」が現場付近海域に到着した。29日から作業を行う予定。

#### 4月29日
「新世丸」は引き上げ作業に着手。機体を包み込んで引き上げるための網を海中に投入したり、隔操作型無人潜水機（ROV）を使って海中や機体の状況を調査した。

#### 4月30日
悪天候のため、「新世丸」は引き上げ関係作業を中止。

#### 5月1日
「新世丸」は9時までに隔操作型無人潜水機（ROV）を投入し、引き上げのために事故機体を網の上へ移動させる作業を実施。
午後、「新世丸」が、4月18日に発見されていた1人を海中から引き上げ、その後死亡が確認された。
その後も作業を続けたが、夕方までに作業を完了させる見込みが立たなかったため、2日以降に引き上げることとされた。

#### 5月2日
機体の主要部を引き上げ、フライトレコーダーも回収された。

#### 5月8日
5月1日に引き上げられた1人が第8飛行隊所属の宮本敬士2等陸曹と発表された。

#### 5月31日
未だ発見に至っていない4名の要救助者は生存率が極めて低いことから、死亡したと判断され氏名等が発表され、すでに公表されている伊與田雅一1等陸佐に加え、新たに第8師団司令部第3部長の今井洋平１等陸佐、第8師団司令部第2部長伊東英一2等陸佐、第8飛行隊所属の髙本和尚陸曹長が公表された。

#### 6月8日
第15旅団の松永浩二旅団長は、7月上旬にも原因究明に関する一定の答えが事故調査委員会から出せるのではないかという見通しを示した。

#### 6月9日
空席となっている第8師団司令部第2部長に渡部英晴2等陸佐、 第8師団司令部第3部長に白鷹聖也1等陸佐（それぞれ西部方面総監部付）が補職された。

#### 6月18日
亡くなった10人の葬送式が西部方面総監部が駐屯する健軍駐屯地で営まれた。遺族のほか、岸田文雄首相や防衛省・自衛隊の幹部、蒲島郁夫熊本県知事ら関係自治体の首長、国会議員ら約290人が参列した。また、6月上旬までに最高位の坂本陸将を除く9名に1階級特別昇任が行われた。

#### 7月20日
7月上旬に原因を究明する報告書を公表する見通しがあったが、提出期限の延長を浜田靖一防衛相に申請した。フライトレコーダー解析や、海底から引き揚げた機体調査などで、終了時期が見通せないためだという。今回のような航空事故について、航空事故調査及び報告等に関する訓令では、4か月以内に調査報告書を防衛相に提出することが各幕僚長等に義務付けられている。ただし、特別な事情がある場合は、期限の延長を申請できる。

### 2024年

#### 4月15日
事故から1年を過ぎた2024年4月15日号の官報において、2024年4月6日付で殉職した自衛官に対する勲章(旭日章)の追贈が告示された。
(以下、特別昇任後の階級で表記)
- 旭日中綬章 
坂本雄一  陸将

- 旭日小綬章 
伊東英一  一等陸佐 
今井洋平  陸将補 
伊與田雅一  陸将補 
庭田徹  陸将補

- 旭日双光章 
内間佳祐  二等陸尉 
神尊皓基  二等陸佐 
山井陽  二等陸佐

- 旭日単光章 
高本和尚  准陸尉 
宮本敬士  一等陸曹